# 康什河畔布雷
康什河畔布雷（法語：Bouret-sur-Canche，法語發音：[buʁɛ syʁ kɑ̃ʃ]）是法国上法蘭西大區加来海峡省的一个市镇，属于阿拉斯区。

## 地理
康什河畔布雷（50°16'8"N, 2°19'27"E）面积4.87 平方千米，位于法国上法蘭西大區加来海峡省，该省份为法国北部沿海省份，西北濒北海，南至索姆省，东临北部省。
与康什河畔布雷接壤的市镇（或旧市镇、城区）包括：塞里库尔、康什河畔勒布勒沃、锡比维尔、博尼耶尔、弗雷旺。

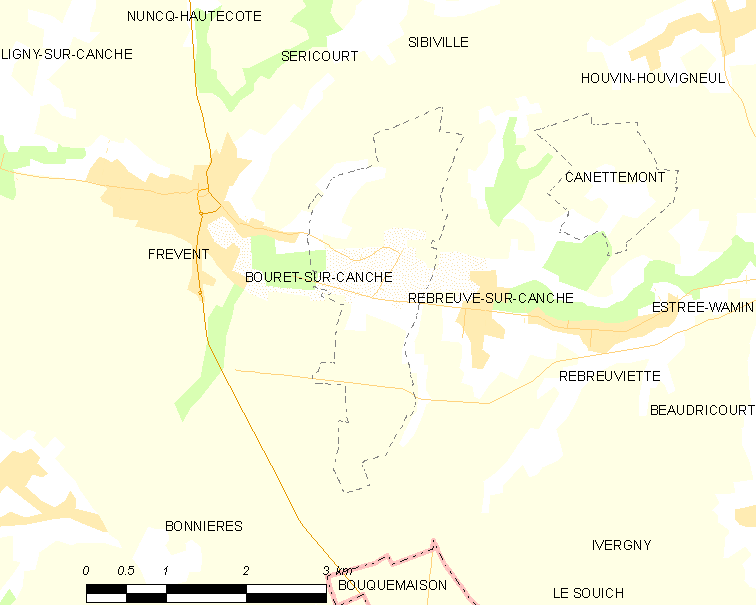
康什河畔布雷的OSM定位图

康什河畔布雷的时区为UTC+01:00、UTC+02:00（夏令时）。

## 行政
康什河畔布雷的邮政编码为62270，INSEE市镇编码为62163。

## 政治
康什河畔布雷所属的省级选区为泰努瓦斯河畔圣波勒县。

## 人口

1962-2008年间康什河畔布雷人口变化图示

康什河畔布雷于2022年1月1日时的人口数量为245人。